# Петрівка (Дворічанська селищна громада)
Петрі́вка — село в Україні, у Дворічанській селищній громаді Куп'янського району Харківської області. Населення становить 40 осіб. До 2020 орган місцевого самоврядування — Миколаївська сільська рада.

## Географія
Село Петрівка знаходиться на лівому березі річки Оскіл, вище за течією примикає село Орлівка (нежиле), нижче за течією в 3,5 км — селище Гряниківка (нежиле), на протилежному березі село Красне Перше, село оточене великим лісовим масивом (сосна), поряд з селом розташоване озеро Лебедине.

## Історія
7 (20) листопада 1917 року, відповідно до.Третього Універсалу Української Центральної Ради, увійшло до складу Української Народної Республіки.
12 червня 2020 року, відповідно до Розпорядження Кабінету Міністрів України  № 725-р «Про визначення адміністративних центрів та затвердження територій територіальних громад Харківської області», увійшло до складу Дворічанської селищної громади.
19 липня 2020 року, в результаті адміністративно - територіальної реформи та ліквідації Дворічанського району, село увійшло до складу Куп'янського району Харківської області.
Село тимчасово окуповане російськими військами 24 лютого 2022 року.